# Pozzaglia Sabina
Pozzaglia Sabina là một đô thị ở tỉnh Rieti trong vùng Latium, có khoảng cách khoảng 50 km về phía đông bắc của Roma và cách khoảng 25 km southvề phía đông của Rieti. Tại thời điểm ngày 31 tháng 12 năm 2004, đô thị này có dân số 393 người và diện tích là 25,2 km².
Pozzaglia Sabina giáp các đô thị: Ascrea, Castel di Tora, Colle di Tora, Collegiove, Orvinio, Paganico Sabino, Poggio Moiano, Scandriglia, Turania, Vivaro Romano.